# Haydn Gwynne

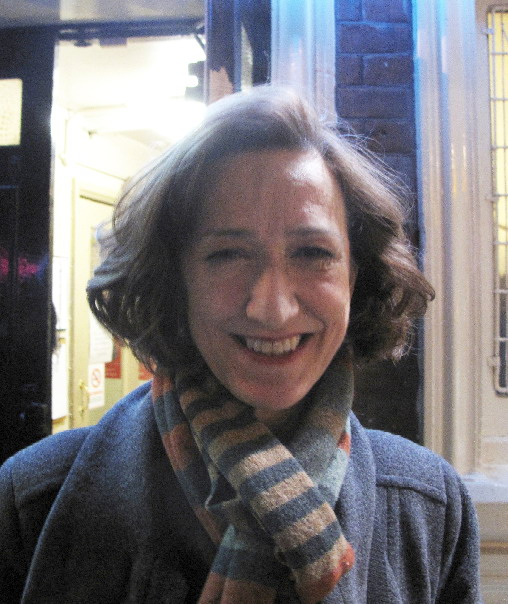
Haydn Gwynne (2015)

Haydn Gwynne (* 21. März 1957 in Hurstpierpoint, West Sussex; † 20. Oktober 2023 in London) war eine britische Schauspielerin.

## Leben und Werk
Haydn Gwynne wuchs als einziges Kind der Britin Rosamond Dobson (1915–2017) und des aus Irland stammenden Guy Thomas Haydn Gwynne (1915–1994) in der Grafschaft West Sussex auf. Nach ihrem Schulabschluss absolvierte sie an der Universität Nottingham ein Studium der Soziologie.
Gwynne absolvierte ab Mitte der 1970er-Jahre in London eine professionelle Schauspielausbildung. Sie trat in den darauffolgenden Jahren in zahlreichen Theaterstücken auf, darunter auch in vielen Stücken von William Shakespeare, sowie auch in verschiedenen Musicals, etwa in Billy Elliot, und Varieté-Shows. Eine Theatertournee führte sie in die USA, unter anderem an den Broadway. Gwynne wirkte als Schauspielerin ab 1984 vor der Kamera in mehr als 60 Film- und Fernsehproduktionen mit. Sie spielte in verschiedenen Serien wie beispielsweise Inspector Barnaby, Death in Paradise oder in The Crown mit. Mehrmals stellte Gwynne auch historische Persönlichkeiten wie beispielsweise Margaret Thatcher oder Queen Camilla dar. Gwynne erhielt eine Vielzahl von Preisen und Auszeichnungen, darunter im Jahr 1992 den BAFTA Film Award oder auch den Laurence Olivier Award.
Gwynne sprach neben ihrer Muttersprache Englisch auch fließend Französisch und Italienisch. Ab Mitte der 1990er-Jahre war sie mit dem Psychologen Jason Phipps verheiratet. Aus der Ehe gingen zwei Söhne hervor. Gwynne starb am 20. Oktober 2023 im Alter von 66 Jahren in einem Londoner Krankenhaus an den Folgen einer Krebserkrankung.

## Filmografie (Auswahl)
- 1985: What Mad Pursuit? (Fernsehfilm)
- 1986: Ein Ehemann dreht durch (Car Trouble)
- 1986: Lovejoy (Fernsehserie, 2 Folgen)
- 1986: Call Me Mister (Fernsehserie, 6 Folgen)
- 1989: Nice Work (Miniserie, 4 Folgen)
- 1990–2008: Drop the Dead Donkey (Fernsehserie, 24 Folgen)
- 1991: Das Lustprinzip (The Pleasure Principle)
- 1991/2008: Agatha Christie’s Poirot (Fernsehserie, 2 Folgen)
- 1999–2000: Peak Practice (Fernsehserie, 38 Folgen)
- 2001–2002: Merseybeat (Fernsehserie, 25 Folgen)
- 2004/2011: Inspector Barnaby (Midsomer Murders, Fernsehserie, 2 Folgen)
- 2005: Dalziel und Pascoe – Mord in Yorkshire (Dalziel and Pascoe, Fernsehserie, 2 Folgen)
- 2005–2007: Rom (Rome, Fernsehserie, 5 Folgen)
- 2008: Lewis – Der Oxford Krimi (Lewis, Fernsehserie, Folge 2x01)
- 2010: Sherlock – Das große Spiel (Sherlock: The Great Game, Fernsehreihe)
- 2010: New Tricks – Die Krimispezialisten (New Tricks, Fernsehserie, Folge 7x05)
- 2011: Summer Musical (Hunky Dory)
- 2014: Silent Witness (Fernsehserie, 2 Folgen)
- 2014: Death in Paradise (Fernsehserie, Folge 3x05)
- 2014: Law & Order: UK (Fernsehserie, Folge 8x05)
- 2015: Father Brown (Fernsehserie, Folge 3x05)
- 2016–2023: The Windsors (Fernsehserie, 20 Folgen)
- 2017: Die Schöne und das Biest (Beauty and the Beast)
- 2018: Coriolanus
- 2022: The Crown (Fernsehserie, Folge 5x08 Explosiv)
- 2025: Mickey 17